# 摩爾多瓦航空
摩爾多瓦航空是一間以摩爾多瓦基希訥烏國際機場為基地的航空公司，是摩爾多瓦的國家航空公司，提供定期航班服務往17個歐洲目的地，提供客運、貨運和郵運的服務。。摩爾多瓦航空是國際航空運輸協會與國際民航組織的成員。

## 歷史
摩爾多瓦航空公司在1993年成立並營運。初時是使用俄羅斯航空的飛機來執行航班。
在2004年7月13日，摩爾多瓦航空公司成為國際航空運輸協會的成員。也通過運營安全審計及獲得IOSA運營商認證。
摩爾多瓦航空的根源是可追溯至1944年9月19日，當時第一架Po-2運輸機抵達基希訥烏，並成立摩爾多瓦獨立中隊。
除了15架玻-2雙翼飛機提供國內航班和進行農務作業外，過有兩架Li-2提供航班往莫斯科、部分烏克蘭城市、黑海及高加索地區的避暑勝地。
到了60年代，當地大力開發航空業。基希訥烏的新機場可以讓燃氣渦輪飛機降落和起飛。
在1965年，企業接收到由民航總局給予的新安-10、安-12和安-24去擴展自己的機隊。開設了許多定期航班前往蘇聯許多城市，以及開始運輸由摩爾多瓦種植的蔬果往蘇聯的最大工業中心。
在70年代初，航空公司開始使用噴氣式飛機來執行航線。第一架圖-134在1971年於摩爾多瓦開始服務，除後便成為企業最主要的飛機型號，全盛時多達26架，
機隊在1972年進一步擴大，增加了雅克-42型支線飛機，在1974年又增加了安-26型貨機。在整個十年，航線也在擴張及流量也不斷增加。在80年代中期，摩爾多瓦航空又接收10架圖-154型飛機，進一步發展的摩爾多瓦航空事業。當時，航空公司的飛機數目共有73架，每年運載1,000,000名乘客。在1990年，第一條國際航線來往摩爾多瓦和法蘭克福開始服務。

## 機隊

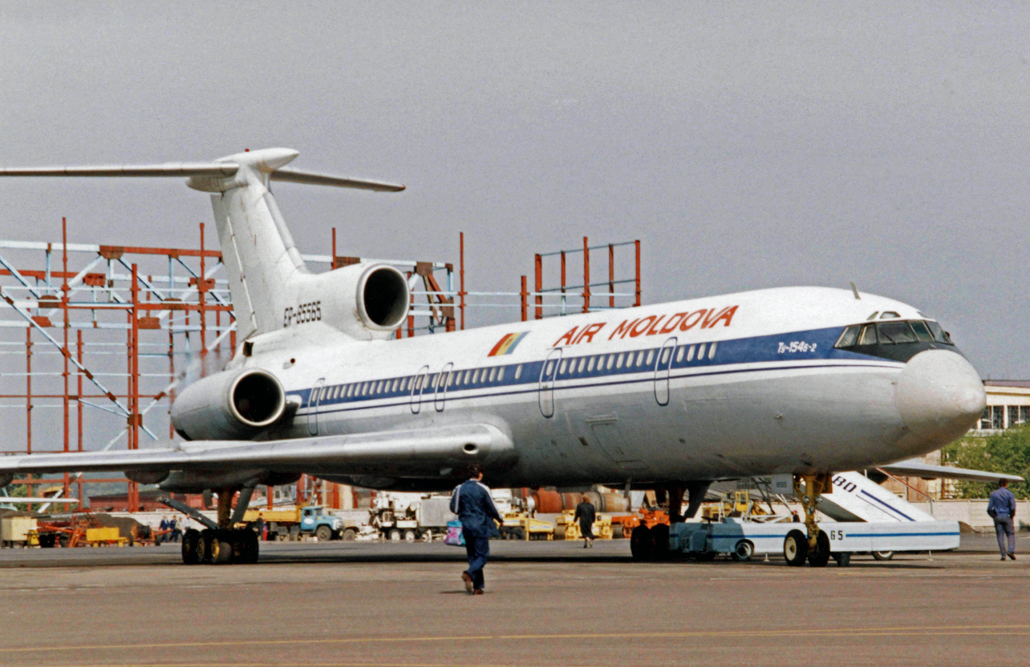
摩爾多瓦航空圖-154型客機在莫斯科伏努科沃國際機場（1994年）

在2017年10月，摩爾多瓦航空共有以下機型

## 機隊歷史
在2001年，摩爾多瓦航空租了巴西航空工業 120和145型飛機各一架。而在2003年尾至2004年，雅克-42型飛機退回俄羅斯。最後一架圖-154B（機身編號：ER-85285）在2006年7月5日銷毀。
在2006年11月，摩爾多瓦航空預算有9310萬摩爾多瓦林雷（大約600萬歐元），與由銀行取自的900萬摩爾多瓦林雷。摩爾多瓦航空購買了1架空中巴士A320。可是，反對派疑慮這次交易的透明度
在2007年6月，摩爾多瓦航空交還一架服務了此航空公司38個月的空中巴士A320給出租方
一架麥道-82（SX-BSQ）已經由SkyWings租賃了5個月。於2007年10月31日到期
圖-134型客機所執行的航班往莫斯科與伊斯堡布爾是多於第二部空中巴士。過去摩爾多瓦航空曾包租一架卷雲 B735、摩爾多瓦人航空的福克 100、VIA航空的空中巴士 A320、運捷航空的麥道81或82和Khors Aircompany的麥道作為取代。而雅克-42取代了巴西航空工業 120，因為該飛機需要維修。
第一架巴西航空工業 120型客機是在2001年10月12日成為航空公司機隊，直至2006年9月28日轉移給匯接航空。第二架巴西航空工業 120型客機是在2006年購買。
而巴西航空工業 190客機是在2010年5月10日成為航空公司機隊。

## 服務
航空公司有提供定期與包機的客運服務。在2006年5月，開始提供電子機票的服務。
航空公司每兩個月會印刷飛行雜誌Open Skies。在2010年航空公司運輸了464,000名乘客。

## 外部連結
- 官方網站 （页面存档备份，存于）（罗马尼亚文）（俄文）（英文）
- 航空公司通告 （页面存档备份，存于）
- 航空公司評級通知 （页面存档备份，存于）